# 박삼용
박삼용(朴三龍, 1968년 6월 7일 ~ )은 전 대한민국의 배구 선수이자 현 감독으로 2012년부터 현재까지 상무 배구단의 감독직을 맡고 있다.

## 개요
서울시청(서울시립대학교)과 고려증권에서 레프트로 활약했으며, 고려증권이 해체한 후 곧바로 은퇴했다. 현역 은퇴 후에는 주로 여자 배구 팀에서 지도자 생활을 하였다. 여자 프로 배구 팀 GS칼텍스 KIXX와 KGC인삼공사의 감독을 역임했으며, 인삼공사의 창단 첫 통합 우승을 이끈 후 이성희 수석코치에게 감독직을 넘기고 사임했다. 2012년부터 상무 배구단의 감독직을 맡아 실업 배구 주요 대회 및 세계 군인 체육 대회에서 10번의 우승과 8번의 준우승을 지휘했다.

## 경력
- 1988 ~ 1994 국가대표 배구 선수
- 1991 ~ 1998 고려증권 선수
- 1999 ~ 2001 국가대표 여자대표팀 코치
- 2000 ~ 2002 LG정유 코치
- 2003.5 ~ 2006.2 GS칼텍스 감독
- 2010 광저우 아시안게임 여자배구 대표팀 감독
- 2007 ~ 2012.5 대전 KGC인삼공사 감독
- 2008 ~ 대한배구협회 이사
- 2012 ~ 현재 상무 감독

## 수상경력
- 2008 프로배구 V-리그 시상식 여자부 페어플레이상
- 2010 NH농협 V리그 여자부 우수 감독상
- 2012 NH농협 V리그 여자부 우승 감독상
- 2014년 삼성화재배 제69회 전국 종별 배구 선수권 대회 지도자상
- 2014 한국 실업 배구 연맹 회장배 종합 선수권 대회 지도자상
- 2015년 제70회 전국 종별 배구 선수권 대회 지도자상
- 2015년 한국 실업 배구 연맹 회장배 종합 선수권 대회 지도자상
- 2015년 경북 문경 세계 군인 체육 대회 우승
- 제96회 전국 체육 대회 우승
- 2016년 한국 실업 배구 연맹전 지도자상
- 2016년 제71회 전국 종별 배구 선수권 대회 지도자상
- 2016년 한국 실업 배구 연맹 회장배 종합 선수권 대회 지도자상
- 2017년 한국 실업 배구 연맹전 지도자상

| 전임 김철용 | GS칼텍스 서울 KIXX 감독 2003 - 2006 | 후임 이희완 |

| 전임 김의성 | 대전 KGC인삼공사 감독 2007 - 2012 | 후임 이성희 |

| 전임 최삼환 | 상무 배구단 감독 2012 - | 후임 현직 |